# Дейнеківка
Дейне́ківка — село в Україні, у Диканській селищній громаді Полтавського району Полтавської області. Населення становить 114 осіб. До 2020 орган місцевого самоврядування — Нелюбівська сільська рада.

## Географія
Село Дейнеківка знаходиться на лівому березі річки Середня Говтва, вище за течією на відстані 2 км розташоване село Нелюбівка, нижче за течією примикає село Діброва. На відстані 1 км розташоване село Балясне. По селу протікає пересихаюча Дейнська Балка з загатою. Поруч проходить автомобільна дорога Т 1721.

## Історія
12 червня 2020 року, відповідно до розпорядження Кабінету Міністрів України № 721-р «Про визначення адміністративних центрів та затвердження територій територіальних громад Полтавської області», село увійшло до складу Диканської селищної громади.
19 липня 2020 року, в результаті адміністративно - територіальної реформи та ліквідації Диканського району, село увійшло до складу новоутвореного Полтавського району.